# Agasippo Mercotellis
Agasippo Mercotellis, pseudonimo di Nicola Corvo (talvolta Nicolò o Niccolò) oppure di Giaseppo Martoscelli (Napoli, XVII secolo – Napoli, XVIII secolo), è stato un librettista italiano, uno dei primi a diffondere a Napoli l'opera buffa in napoletano, il primo a rappresentarla in un teatro pubblico e non in teatri di case private.

## Biografia
Vissuto tra la fine del XVII secolo e la metà del XVIII secolo, Agasippo Mercotellis è lo pseudonimo, secondo Benedetto Croce del poeta Nicola Corvo o Nicolò, Niccolò, invece secondo Michele Scherillo è l'anagramma di Giaseppo Martoscelli.
Molti librettisti firmano con pseudonimi per tutelarsi e per non legare così il proprio nome al grande baillame dell'ambiente teatrale.
Sul frontespizio delle tre commedie sopravvissute, Patrò Calienno della Costa, che fu una delle prime commedie dialettali in musica, rappresentata nell'ottobre 1709 al Teatro dei Fiorentini, Lo 'mbruoglio de li nomme (1714), Patrò Tonno d'Isca (1714), Agasippo Mercotellis si presenta come dottore e sembra che sia stato prima avvocato e poi magistrato.
E difatti, anche se le notizie su Agasippo Mercotellis alias Nicola Corvo, seguendo l'identificazione del Croce, risultano poche e incerte, sappiamo che visse nella prima metà del Settecento, come risulta dai suoi manoscritti in base ai quali è vivente, ma già vecchio nel 1743, fu avvocato e presidente della Real Camera della Sommaria e «tenne casa in Torre del Greco al luogo detto il Carmine».
Agasippo Mercotellis si dimostrò arguto, vivace, versatile e pronto a dedicarsi a forme espressive innovative. Amico dei più noti scrittori dialettali del suo tempo, quali Francesco Oliva, Nicolò Amenta, Nicolò Capasso, si distinse per la sua vena polemica e per lo spirito innovatore con cui s'impegnò nei differenti generi letterari.
Ebbe il merito di essere stato tra i primi ad aver inaugurato e diffuso a Napoli l'opera buffa dialettale al posto dei drammi spagnoleschi, 
dove per la prima volta la scena si spostava a Napoli nelle vie e nei rioni più popolari della città.
Nelle sue opere, che si dimostrarono innovative rispetto al melodramma diffuso all'epoca, scrisse Scherillo «agli eroi greci e romani sono sostituiti i popolani del borgo di Loreto o di Taverna Penta (contemporanei o del passato). E la musica, come il dialetto che si mette loro in bocca, era anch'essa senza fronzoli e rococò, schietta, popolarmente melodica, non artefatta».
Iniziò così il primo periodo dell'opera buffa napoletana, dal 1709 al 1730, che si caratterizzò per elementi popolani: rappresentazione di scene ispirate dalla vita del popolo più umile.
Negli anni del governo austriaco (1707-1734) l'opera comica non trovò impedimenti insormontabili.
Un organismo militare era responsabile della legislazione in materia teatrale, invece con l'avvento dei Borboni cambiarono molte cose e vennero introdotte restrizioni. L'opera comica trattava della vita quotidiana e si controllava per evitare allusioni a vicende e personaggi importanti, così come le satire. Le conseguenze furono il divieto assoluto di improvvisazione scenica, l'introduzione della censura e dei divieti.
Spinto da una vena polemica, con la collaborazione degli amici Francesco Antonio Tullio, Francesco Oliva e Tommaso Mariani, nel 1719 Agasippo Mercotellis scrisse La Violeieda spartuta 'ntra buffe e pernacchie pe chi se l'ha mmeretate, una raccolta di oltre cento sonetti gustosamente satirici indirizzati al librettista napoletano Aniello Piscopo, che li aveva accusati di avergli indirizzato parole non positive, in seguito alla rappresentazione della sua commedia Lo cecato fauzo.

## Opere
- Patrò Calienno della Costa (1709);
- Lo 'mbruoglio de li nomme (1714);
- Patrò Tonno d'Isca (1714);
- Giambattista Lorenzi e la commedia per musica, 1968;
- Storia de li remmure de Napole (o Lo Masaniello), col nome di Nicola Corvo 1997.